# Apple M3
Apple M3 è la terza generazione di System on a chip (SoC) ARM progettato da Apple Inc. per ambiente Mac e iPad.
Realizzata con processo produttivo a 3 nm, contiene 25 miliardi di transistor ed è dotato di una CPU a 8 core, una GPU fino a 10 core e una NPU a 16 core.
Presentato all'evento "Scary fast" del 30 ottobre 2023, Apple M3 viene montato su MacBook Pro 14" (2023), iMac (2023) e MacBook Air (2024).

## Caratteristiche

### CPU
L'Apple M3 è dotato di una unità di elaborazione centrale (CPU) a 8 core, di cui 4 ad alte prestazioni, e 4 core ad alta efficienza.
I core ad alte prestazioni operano fino a 4,06 GHz e hanno:
- cache istruzioni L1 da 192 KB
- cache dati L1 da 128 KB
- cache condivisa L2 da 16 MB

I core ad alta efficienza operano invece fino a 2,75 GHz e hanno:
- cache istruzioni L1 da 128 KB
- cache dati L1 da 64 KB
- cache condivisa L2 da 4 MB

### GPU
Il chip M3 integra una unità di elaborazione grafica (GPU) da 10 core (o 8 core) progettata da Apple che integra un sistema di Dynamic Caching che alloca dinamicamente l'uso della memoria in tempo reale ottimizzando l'uso di memoria.
La GPU include inoltre il mesh shading e il ray tracing con accelerazione hardware.

### NPU
L'M3 è dotato di una unità di elaborazione neurale (NPU) denominata "Apple Neural Engine", composta da 16 core in grado di garantire prestazioni fino a 18 TOPS.

### Memoria
Il chip M3 è dotato di una memoria unificata UMA (Unified Memory Architecture) da 8, 16 o 32 GB in grado di offrire una larghezza di banda fino 100 GB/s.

### Altri componenti
L'M3 ha un media engine evoluto con accelerazione hardware per i principali codec video, come H.264, HEVC, ProRes e ProRes RAW e supporta la decodifica AV1.
Viene introdotta una nuova tecnologia denominata "Dynamic Caching" per una gestione dinamica della cache che alloca in tempo reale l’uso della memoria locale nell’hardware, in modo da usare per ogni attività solo il quantitativo di memoria necessario.
Vengono introdotte inoltre le tecnologie del ray tracing e del mesh shading, entrambe con accelerazione hardware.

## Dispositivi
- (2023): MacBook Pro 14"
- (2023): iMac
- (2024): MacBook Air